# ТЕС Хінамар
ТЕС Хінамар – теплова електростанція на іспанському острові Гран-Канарія.
Основне обладнання ТЕС складали:
- введена в 1972-му парова турбіна потужністю 33 МВт;
- запущені в 1975 та 1978 роках дві парові турбіни потужністю по 40 МВт;
- введені в 1982 та 1984 роках дві парові турбіни потужністю по 60 МВт;
- введені в 1973 – 1974 роках три генераторні установки на основі двигунів внутрішнього згоряння потужністю по 12 МВт;
- запущені в 1990-му дві генераторні установки на основі двигунів внутрішнього згоряння потужністю по 24 МВт;
- введна в 1981-му газова турбіна потужністю 23,5 МВт, що була встановлені на роботу у відкритому циклі;
- дві запущені в 1989-му газові турбіни потужністю по 37,5 МВт, які були встановлені на роботу у відкритому циклі.
Таким чином, загальна потужність станції досягнула 415 МВт.
Три парові установки (турбіни №1, №4 та №5) окрім виробництва електроенергії також забезпечували опріснення води.
З плином часу застаріле обладнання виводили з експлуатації, зокрема, відомо, що з 2017-го зупинили дизель-генератори №№ 1 – 3, а в 2020-му парові турбіни №4 та №5 (парові турбіни №№ 1 – 3 були виведені ще раніше).
Станція розрахована на споживання нафтопродуктів.
Видалення продуктів згоряння парових турбін №№ 1 – 3 відбувалось через димар заввишки 77 метрів. Парові турбіни №№ 4 та 5 та дизель-генератори №№ 4 та 5 отримали спільний димар висотою 176 метрів. Кожен з дизель-генераторів №№ 1 – 3 мав димар заввишки по 54 метри. Газова турбіна №1 сполучена з димарем висотою 11 метрів, тоді як для газових турбін №№ 2 та 3 звели спільний димар заввишки 20 метрів.
Охолодження парових турбін та дизель-генераторних установок організували за допомогою морської води. Газові турбіни мають повітряне охолодження.
Видача продукції відбувається ппід напругою 66 кВ та 220.